# Writers Guild of America Award
Lo Writers Guild of America Award (Premio WGA) è un premio statunitense nato nel 1949 assegnato dagli Writers Guild of America, West e Writers Guild of America, East, per il contributo che sceneggiature e sceneggiatori danno per i film, la televisione e la radio.
La cerimonia, che premia le migliori sceneggiature cinematografiche, televisive e radiofoniche, si tiene ogni anno a Los Angeles verso la fine di novembre. Nel 2004 la premiazione è stata trasmessa per la prima volta in televisione.

## Categorie dei premi

### Premi attivi

#### Film
- Miglior sceneggiatura adattata (Best Adapted Screenplay)
- Miglior sceneggiatura originale (Best Original Screenplay)
- Miglior sceneggiatura per documentari (Best Documentary Screenplay)

#### Televisione
- Commedia televisiva (Comedy Series)
- Serie drammatica (Drama Series)
- Episodio di una commedia (Episodic Comedy)
- Episodio drammatico (Episodic Drama)
- Long-form, sceneggiatura adattata (Long Form – Adapted)
- Long-form, sceneggiatura originale (Long Form – Original)
- Nuova serie (New Series)
- Animazione (Animation)
- Varietà - Talk Show (Comedy/Variety Talk Series)
- Miglior varietà - Sketch Series (Best Comedy/Variety – Sketch Series)
- Miglior varietà - Speciali (Best Comedy/Variety – Specials)
- Programma diurno (Daytime Serials)
- Programma per bambini (Children's Script)
- Miglior programmi quiz (Best Quizz and Audience)
- Sceneggiature per documentari - Eventi di attualità (Documentary Script – Current Events)
- Sceneggiature per documentari - Altri tipi di eventi (Documentary Script – Other Than Current Events)